# Linee di Fraunhofer

Le linee di Fraunhofer dello spettro solare.

In fisica e in ottica, le linee di Fraunhofer sono un insieme di linee spettrali, originariamente osservate come linee in assorbimento nello spettro ottico del Sole. Prendono il loro nome dal fisico tedesco Joseph von Fraunhofer.

## Storia
Il primo ad osservare delle zone scure nello spettro del Sole fu il chimico inglese William Hyde Wollaston nel 1802. Successivamente, nel 1814, Fraunhofer riscoprì indipendentemente le linee e cominciò una classificazione sistematica, insieme ad una misura accurata della lunghezza d'onda delle linee stesse. Catalogò in tutto 570 linee, assegnando alle principali le lettere da A a K e altre lettere alle linee più deboli.
Successivamente Kirchhoff e Bunsen, scoprirono che ciascun elemento chimico può essere associato a serie di righe spettrali e dedussero perciò che le linee scure nello spettro solare fossero dovute all'assorbimento da parte degli elementi presenti negli strati più esterni del sole. Oggi, con le moderne tecniche di osservazione e di spettroscopia si possono distinguere migliaia di righe nello spettro solare.

## Origine

Spettro del cielo. Le frecce in presenza di avvallamenti indicano le lunghezze d'onda delle linee di Fraunhofer

Solitamente le linee di Fraunhofer sono linee di assorbimento. Queste linee sono prodotte quando un gas freddo si trova fra una sorgente di luce ad ampio spettro e un rilevatore: in questo caso si osserva una diminuzione dell'intensità della luce nella frequenza del fotone incidente, dal momento che le particelle di luce vengono assorbite e poi riemesse in direzioni casuali, per lo più diverse da quella originale di provenienza. Questo effetto risulta in righe nere sullo spettro della luce emessa. Nel Sole, le linee di Fraunhofer sono osservate nei gas delle regioni esterne del Sole, che sono troppo freddi per produrre direttamente righe di emissione degli elementi che contengono.

## Elenco delle principali linee di Fraunhofer
Le principali linee di Fraunhofer, con l'elemento associato e la lunghezza d'onda corrispondente in nanometri, sono riportate nella seguente tabella:
| Designazione | Elemento | L. d'onda (nm) | Designazione | Elemento | L. d'onda (nm) |
| y            | O2       | 898.765        | c            | Fe       | 495.761        |
| Z            | O2       | 822.696        | F            | Hβ       | 486.134        |
| A            | O2       | 759.370        | d            | Fe       | 466.814        |
| B            | O2       | 686.719        | e            | Fe       | 438.355        |
| C            | Hα       | 656.281        | G'           | Hγ       | 434.047        |
| a            | O2       | 627.661        | G            | Fe       | 430.790        |
| D1           | Na       | 589.592        | G            | Ca       | 430.774        |
| D2           | Na       | 588.995        | h            | Hδ       | 410.175        |
| D3 o d       | He       | 587.5618       | H            | Ca+      | 396.847        |
| e            | Hg       | 546.073        | K            | Ca+      | 393.368        |
| E2           | Fe       | 527.039        | L            | Fe       | 382.044        |
| b1           | Mg       | 518.362        | N            | Fe       | 358.121        |
| b2           | Mg       | 517.270        | P            | Ti+      | 336.112        |
| b3           | Fe       | 516.891        | T            | Fe       | 302.108        |
| b4           | Fe       | 516.891        | t            | Ni       | 299.444        |
| b4           | Mg       | 516.733        |              |          |                |

Le linee C, F, G' ed h corrispondono alle prime quattro linee di emissione della serie di Balmer dell'idrogeno atomico. Il baricentro delle due linee del famoso doppietto del sodio a 589.29 nm fu inizialmente contrassegnato con l'unica lettera D.
Grazie alle loro lunghezze d'onda ben definite, le linee di Fraunhofer sono spesso utilizzate per caratterizzare l'indice di rifrazione e le proprietà dispersive dei materiali ottici.